# Partido di Rivadavia
Il partido di Rivadavia è un dipartimento (partido) dell'Argentina facente parte della provincia di Buenos Aires. Il capoluogo è América. 

## Toponimia
Il partido è intitolato a Bernardino Rivadavia, militare e primo presidente delle Province Unite del Río de la Plata.